# IC 4499
IC 4499 هي مجرة تتبع كوكبة طائر الفردوس. اكتشفها DeLisle Stewart ‏ في 13 يونيو 1901.

## روابط خارجية
- IC 4499 على موقع ويكي سكاي: DSS2, SDSS, GALEX, IRAS, Hydrogen α, X-Ray, Astrophoto, Sky Map, Articles and images